# Carling Family
Carling Family är en show- och jazzorkester från Göteborg, som startades 1982 av föräldrarna Hans Carling, Aina Carling och barnen Max Carling, Gerd Carling, Gunhild Carling och Ulf Carling.

## Historik
Carling Family rönte uppmärksamhet på 1980-talet, bland annat genom sin medverkan i SVT-programmen i Nygammalt, Café Sundsvall och Affären Ramel, i polska statstelevisionen, samt gav ut ett antal LP-skivor.
Gruppen började även under 1980-talet med cirkus, vilket ledde till den särpräglade jazzvarietéshow, som ännu idag är Carling Familys kännetecken. 
Under 1990-talet startades även medeltidsgruppen Västgöta lekare.
I takt med att Gunhild Carling framstod som bandets frontfigur under 2000-talet, utökades bandets medlemsantal och kallade sig då Carling Big Band.  Under denna period fick bandet successivt fler unga medlemmar med namnet Carling: Nanna Carling, Petronella Carling, Linnea Carling, Herman Carling, Idun Carling och Viggo Carling.
2013 spelade Carling Family för kung Carl XVI Gustaf då han firade 40 år på tronen..
2017 gick bandets grundare Hans Carling bort.
Under Covid-pandemin gav Carling Family varje vecka livekonserter på sociala medier, vilket gjorde att de upptäcktes internationellt. Gruppen har bjudits in att medverka i America's Got Talent, samt på uppträtt på Broadway, New York..

## Diskografi
- 1984 - I lost my heart in Dixieland (LP)
- 1985 - Carling Family Hot Six (LP)
- 2002 - Live aus dem Boxring
- 2004 - 20th Jubilee
- 2007 - Magic Swing
- 2009 - Hot Jazz
- 2013 - Varieté
- 2013 - Swing Out
- 2014 - Harlem Joy
- 2015 - Big Apple
- 2022 - All Coloured Keys

### Medverkar på andra album
- 1986 - Povel Ramels Delikatesser
- 1987 - Louis Armstrongs 50 hot choruses
- 2007 - Jazz Jubilee
- 2009 - Coco 51
- 2011 - Jul där hemma
- 2022 - Thats a plenty